# Mémorandum sur l'organisation d'un régime d'union fédérale européenne
Le Mémorandum sur l'organisation d'un régime d'union fédérale européenne, aussi appelé Mémorandum Briand du nom de son auteur, Aristide Briand, est un texte proposé par l'ancien président français le 5 septembre 1929 lors de la réunion annuelle de l'Assemblée de la Société des Nations. Ce mémorandum visait à proposer de coordonner les orientations économiques et politiques des pays d'Europe. Aristide Briand souhaitait que cette union soit établie dans le cadre de la Ligue des Nations et le proposa le 9 septembre suivant au 27 États européens alors membres de la SdN. Briand chargea Alexis Léger, le directeur de son cabinet depuis 1924, de rédiger un mémorandum sur le sujet. Cependant la paternité du texte n'est pas aussi claire que cela. Ce texte fut envoyé dans les capitales européennes le 1er mai 1930.

## Préparation

Carte des États participants au mémorandum.

À la suite du discours d'Aristide Briand du 5 septembre 1929 se tint la réunion qui décida de la rédaction du mémorandum et qui eut lieu le 9 septembre de la même année à Genève au siège de la Société des Nations. Elle réunit, à l'invitation du représentant de la France, les 27 États européens membres de la SDN, à savoir :
1. Allemagne
2. Albanie
3. Autriche
4. Belgique
5. Bulgarie
6. Danemark
7. Espagne
8. Estonie
9. Finlande
10. France
11. Grèce
12. Hongrie
13. Irlande
14. Italie
15. Lettonie
16. Lituanie
17. Luxembourg
18. Norvège
19. Pays-Bas
20. Pologne
21. Portugal
22. Roumanie
23. Royaume-Uni
24. Suède
25. Suisse
26. Tchécoslovaquie
27. Royaume de Yougoslavie

L'objet de la réunion était d'« envisager l’intérêt d’une entente entre Gouvernements intéressés, en vue de l’institution, entre peuples d’Europe, d’une sorte de lien fédéral qui établisse entre eux un régime de constante solidarité et leur permette, dans tous les cas où cela serait nécessaire, d’entrer en contact immédiat pour l’étude, la discussion et le règlement des problèmes susceptibles de les intéresser en commun ».
Afin d'arrêter les points essentiels auxquels ils invitaient leurs Gouvernements à réfléchir, les représentants permanents demandèrent au représentant permanent français de les informer, de « recueillir et d'enregistrer leur avis » et de présenter des conclusions à la Conférence européenne, nom qu'il décide de donner au format des réunions de la SDN ne rassemblant que les États membres européens.
À la suite du déjeuner, le 10 septembre, le représentant anglais sir Arthur Salter remet un mémorandum qui exprime le fait que le Royaume-Uni "écarte à priori l'idée d'une union européenne" car celle-ci aurait pour but de concurrencer les États-Unis économiquement, poserait des problèmes d'intrications entre l'Europe et l'empire britannique et impliquerait une union politique étroite en plus d'un marché européen, seul aspect de l'union européenne envisagée qui plait au gouvernement anglais.
De ce fait la diplomatie française en relation avec le Service français de la SDN réoriente le projet européen vers un projet plus politique et moins économique. En effet l'aspect économique du projet était mis en avant pour amener les Anglais à adhérer au projet ; or ceux-ci sont en fait intéressés par la création d'un marché européen qui permet une moindre complexité douanière. De plus, les États-Unis préfèrent une union politique de l'Europe qu'une union économique qui leur opposerait une concurrence accrue et les pays européens sont attentifs à l'avis américain quant à l'union proposée par la France. La diplomatie va donc tenter de rapprocher la politique européenne des Américains. Ainsi, par exemple, dès le 11 septembre 1929 des notes du diplomate en poste dans la démocratie d'Outre-Atlantique, Paul Claudel, envoie au Ministère des Affaires étrangères français un tour d'horizon de la réaction de la presse américaine au déjeuner européen du 9 septembre 1929. 
Le 19 avril un employé du Service français de la SDN, Fouques Duparc[Lequel ?], demande au Ministère des Affaires étrangères que l’on prenne le meilleur du mémorandum d’Alexis Léger, pas assez clair, et de son contre-projet, trop sec, pour avoir le meilleur des deux mondes ; ce qui laisse penser que les deux hommes auraient la paternité du mémorandum.

## Justification
Le mémorandum est justifié par ses auteurs par une « responsabilité collective en face du danger qui menace la paix européenne », laissant poindre la crainte d'une nouvelle guerre ainsi que par la volonté d'harmoniser un marché européen rendu anarchique par la monté des cartels industriels et des tarifs douanier protectionnistes  alors même que la crise économique de 1929 s'est amorcée. Les causes de cette menace sont, selon les auteurs, politiques, économiques et sociales et résultent de l'absence de coordination entre les économies des États européens. Les auteurs du mémorandum espèrent compenser cela par une « solidarité conventionnelle », c'est-à-dire reposant sur l'« entente entre Gouvernements », ce qui s'oppose à l'Union européenne actuelle où les peuples européens sont – en plus des gouvernements – impliqués directement grâce au Parlement européen.
Le mémorandum rappelle également la situation particulière de l'Europe, où une « solidarité de fait » est nécessaire de par la géographie particulière du continent.
Précédant la déclaration Schuman de deux décennies, le mémorandum énonce :

« nul ne doute aujourd’hui que le manque de cohésion dans le groupement des forces matérielles et morales de l’Europe ne constitue, pratiquement, le plus sérieux obstacle au développement et à l’efficacité de toutes institutions politiques ou juridiques sur quoi tendent à se fonder les premières entreprises d’une organisation universelle de la paix. Cette dispersion de forces ne limite pas moins gravement, en Europe, les possibilités d’élargissement du marché économique, les tentatives d’intensification et d’amélioration de la production industrielle, et par là même toutes garanties contre les crises du travail, sources d’instabilité politique aussi bien que sociale. Or, le danger d’un tel morcellement se trouve encore accru du fait de l’étendue des frontières nouvelles (plus de 20 000 kilomètres de barrières douanières) que les Traités de paix ont dû créer pour faire droit, en Europe, aux aspirations nationales. »

— Mémorandum, paragraphe 6

## Contenu
Le projet s'organise autour de la Société des Nations, dont il serait une émanation. Il viserait à « harmoniser les intérêts européens sous le contrôle et dans l'esprit de la S.D.N. ». Proposant d'instaurer une union douanière, il signale également que cela n'est pas fait dans un objectif de lutte contre les États hors Europe. L'un des autres principes reconnus dès l'introduction du mémorandum est la reconnaissance de la « souveraineté absolue et de l'entière indépendance politique », du fait du cadre universel – la SDN – dans lequel serait créée cette Union. En effet, la SDN a deux principes fondamentaux : « la souveraineté des États et leur égalité de droits ».

## Sources